# Mühledorf
Mühledorf foi uma comuna da Suíça, no Cantão Berna, com cerca de 233 habitantes. Estendia-se por uma área de 2,3 km², de densidade populacional de 101 hab/km². Confinava com as seguintes comunas: Gelterfingen, Gerzensee, Kirchdorf, Kirchenthurnen, Mühlethurnen.
A língua oficial nesta comuna era o Alemão.

## História
Em 1 de janeiro de 2018, passou a formar parte da comuna de Kirchdorf.